# Rallye Argentinien 2008

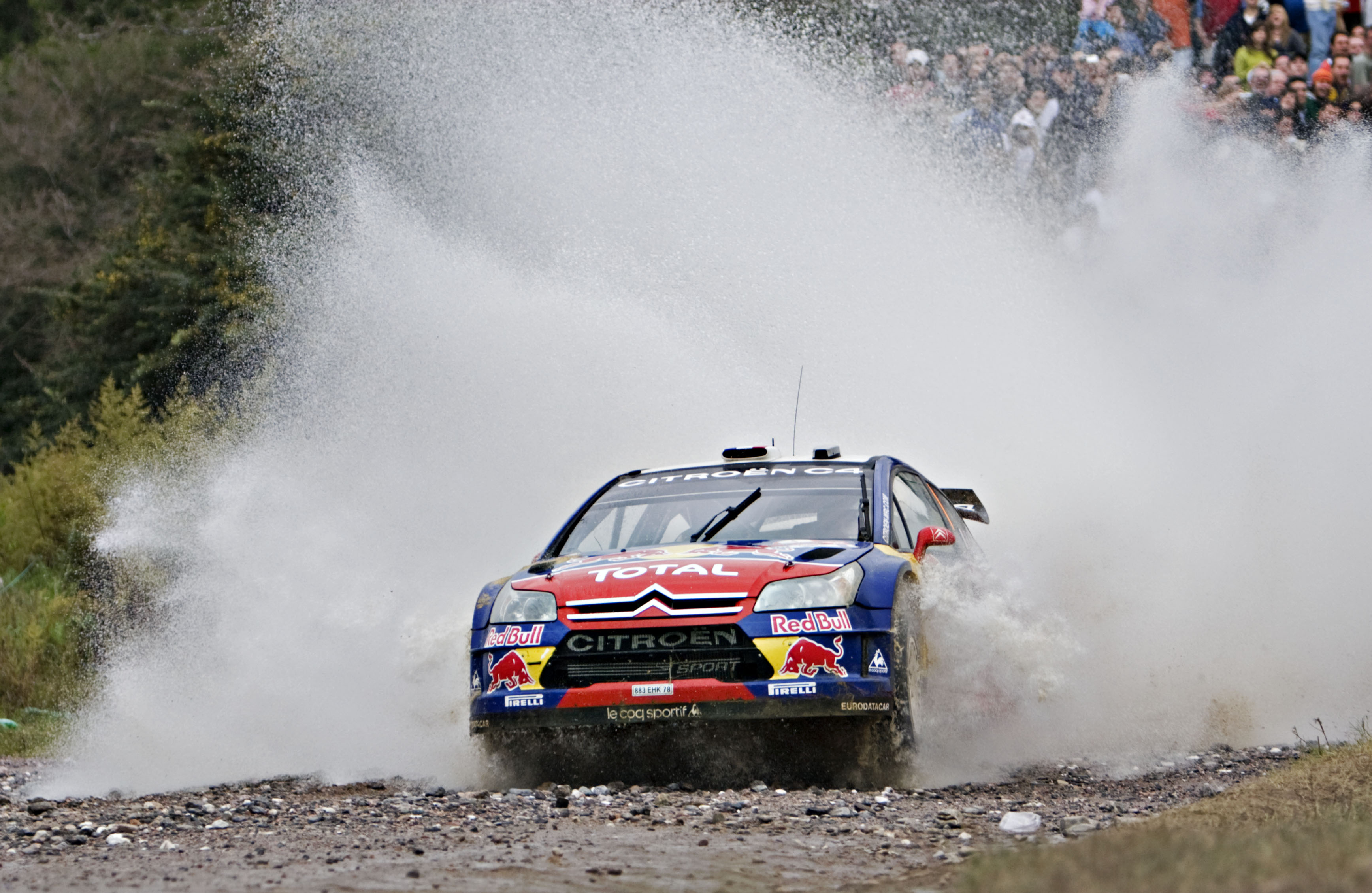
Sébastien Loeb und Daniel Elena im Citroën C4 WRC (hier bei der Rallye Mexiko)

Die 28. Rallye Argentinien war der vierte von 15 FIA-Weltmeisterschaftsläufen 2008. Die Rallye bestand aus 21 Wertungsprüfungen und wurde zwischen dem 28. und dem 30. März ausgetragen.

## Klassifikationen

### Endresultat
| Pos    | Fahrer            | Co-Pilot             | Auto                           | Zeit      | Rückstand | Punkte |
| WRC    | WRC               | WRC                  | WRC                            | WRC       | WRC       | WRC    |
| ------ | ----------------- | -------------------- | ------------------------------ | --------- | --------- | ------ |
| 1      | Sébastien Loeb    | Daniel Elena         | Citroën C4 WRC                 | 4:05:48.6 | 00:00.0   | 10     |
| 2      | Chris Atkinson    | Stéphane Prévot      | Subaru Impreza WRC             | 4:08:21.8 | 02:33.2   | 8      |
| 3      | Dani Sordo        | Marc Martí           | Citroën C4 WRC                 | 4:09:53.3 | 04:04.7   | 6      |
| 4      | Conrad Rautenbach | David Senior         | Citroën C4 WRC                 | 4:25:52.1 | 20:03.5   | 5      |
| 5      | Mikko Hirvonen    | Jarmo Lehtinen       | Ford Focus RS WRC              | 4:31:03.9 | 25:15.3   | 4      |
| 6      | Federico Villagra | Jorge Pérez Companc  | Ford Focus RS WRC              | 4:33:30.6 | 27:42.0   | 3      |
| 7      | Gigi Galli        | Giovanni Bernacchini | Ford Focus RS WRC              | 4:33:40.4 | 27:51.8   | 2      |
| 8      | Andreas Aigner    | Klaus Wicha          | Mitsubishi Lancer Evo IX       | 4:34:47.9 | 28:59.3   |        |
| PCWRC  |                   |                      |                                |           |           |        |
| 1 0(8) | Andreas Aigner    | Klaus Wicha          | Mitsubishi Lancer Evo IX       | 4:34:47.9 | 28:59.3   | 10     |
| 2 0(9) | Sebastián Beltrán | Ricardo Rojas        | Mitsubishi Lancer Evo IX       | 4:35:53.5 | 30:04.9   | 8      |
| 3 (10) | Jari Ketomaa      | Miika Teiskonen      | Subaru Impreza N12             | 4:37:41.2 | 31:52.6   | 6      |
| 4 (11) | Fumio Nutahara    | Daniel Barritt       | Mitsubishi Lancer Evolution IX | 4:38:47.0 | 32:58.4   | 5      |
| 5 (12) | Martin Rauam      | Silver Kutt          | Mitsubishi Lancer Evolution IX | 4:44:16.0 | 38:27.4   | 4      |
| 6 (13) | Amjad Farrah      | Nicola Arena         | Mitsubishi Lancer Evolution IX | 4:53:04.4 | 47:18.8   | 3      |
| 7 (14) | Martin Prokop     | Jan Tománek          | Mitsubishi Lancer Evolution IX | 4:53:07.8 | 47:19.2   | 2      |
| 8 (18) | Bernardo Sousa    | Jorge Carvalho       | Mitsubishi Lancer Evolution IX | 5:13:02.4 | 1:07:13.8 | 1      |

### Wertungsprüfungen
| Tag                      | WP                                    | Name                           | Länge    | Start              | Gewinner           | Co-Pilot             | Auto               | Zeit    | Ø km/h | Leader         |
| ------------------------ | ------------------------------------- | ------------------------------ | -------- | ------------------ | ------------------ | -------------------- | ------------------ | ------- | ------ | -------------- |
| Tag 1 (28. März)         | WP1                                   | La Cumbre–Agua de Oro 1        | 18,70 km | 07:45              | Mikko Hirvonen     | Jarmo Lehtinen       | Ford Focus RS WRC  | 16:29.3 | 68,0   | Mikko Hirvonen |
| Tag 1 (28. März)         | WP2                                   | Ascochinga–La Cumbre 1         | 23,28 km | 08:41              | Mikko Hirvonen     | Jarmo Lehtinen       | Ford Focus RS WRC  | 14:59.6 | 93,2   | Mikko Hirvonen |
| Tag 1 (28. März)         | WP3                                   | Capilla del Monte–San Marcos 1 | 22,95 km | 09:44              | Jari-Matti Latvala | Miikka Anttila       | Ford Focus RS WRC  | 17:39.7 | 78,0   | Mikko Hirvonen |
| Tag 1 (28. März)         | WP4                                   | San Marcos–Charbonier 1        | 9,61 km  | 10:16              | Mikko Hirvonen     | Jarmo Lehtinen       | Ford Focus RS WRC  | 06:38.3 | 86,9   | Mikko Hirvonen |
| Tag 1 (28. März)         | Service Carlos Paz 12:17              |                                |          |                    |                    |                      |                    |         |        | Mikko Hirvonen |
| Tag 1 (28. März)         | WP5                                   | Ascochinga–La Cumbre 2         | 23,28 km | 14:26              | Sébastien Loeb     | Daniel Elena         | Citroën C4 WRC     | 14:51.3 | 94,0   | Sébastien Loeb |
| Tag 1 (28. März)         | WP6                                   | Capilla del Monte–San Marcos 2 | 22,95 km | 15:29              | Jari-Matti Latvala | Miikka Anttila       | Ford Focus RS WRC  | 17:23.1 | 79,2   | Sébastien Loeb |
| Tag 1 (28. März)         | WP7                                   | San Marcos–Charbonier 2        | 9,61 km  | 16:01              | Gigi Galli         | Giovanni Bernacchini | Ford Focus RS WRC  | 06:33.5 | 87,9   | Sébastien Loeb |
| Tag 1 (28. März)         | WP8                                   | La Cumbre–Agua de Oro 2        | 18,70 km | 17:04              | Jari-Matti Latvala | Miikka Anttila       | Ford Focus RS WRC  | 17:02.3 | 65,9   | Sébastien Loeb |
| Tag 1 (28. März)         | WP9                                   | Camping San Martin 1           | 3,50 km  | 18:45              | Chris Atkinson     | Stéphane Prévot      | Subaru Impreza WRC | 1:39.4  | 126,8  | Sébastien Loeb |
| Tag 1 (28. März)         | Service Carlos Paz 19:25              |                                |          |                    |                    |                      |                    |         |        | Sébastien Loeb |
| Tag 2 (29. März)         |                                       |                                |          |                    |                    |                      |                    |         |        | Sébastien Loeb |
| Service Carlos Paz 06:10 |                                       |                                |          |                    |                    |                      |                    |         |        | Sébastien Loeb |
| WP10                     | Santa Monica–Amboy 1                  | 22,17 km                       | 08:05    | Petter Solberg     | Phil Mills         | Subaru Impreza WRC   | 12:02.7            | 110,4   |        | Sébastien Loeb |
| WP11                     | Villa del Dique–Las Bajadas 1         | 16,41 km                       | 08:57    | Sébastien Loeb     | Daniel Elena       | Citroën C4 WRC       | 09:10.0            | 107,4   |        | Sébastien Loeb |
| WP12                     | San Augustin–Villa General Belgrano 1 | 16,31 km                       | 09:35    | Sébastien Loeb     | Daniel Elena       | Citroën C4 WRC       | 11:26.5            | 85,5    |        | Sébastien Loeb |
| WP13                     | Santa Rosa–San Augustin 1             | 21,41 km                       | 10:20    | Chris Atkinson     | Stéphane Prévot    | Subaru Impreza WRC   | 13:37.3            | 94,3    |        | Sébastien Loeb |
| Service Carlos Paz 12:15 |                                       |                                |          |                    |                    |                      |                    |         |        | Sébastien Loeb |
| WP14                     | Santa Monica–Amboy 2                  | 22,17 km                       | 14:25    | Petter Solberg     | Phil Mills         | Subaru Impreza WRC   | 11:37.2            | 114,5   |        | Sébastien Loeb |
| WP15                     | Villa del Dique–Las Bajadas 2         | 16,41 km                       | 15:17    | Sébastien Loeb     | Daniel Elena       | Citroën C4 WRC       | 08:57.8            | 109,8   |        | Sébastien Loeb |
| WP16                     | San Augustin–Villa General Belgrano 2 | 16,31 km                       | 15:55    | Petter Solberg     | Phil Mills         | Subaru Impreza WRC   | 11:18.8            | 86,5    |        | Sébastien Loeb |
| WP17                     | Santa Rosa–San Augustin 2             | 21,41 km                       | 16:40    | Petter Solberg     | Phil Mills         | Subaru Impreza WRC   | 13:23.6            | 95,9    |        | Sébastien Loeb |
| WP18                     | Camping San Martin 2                  | 3,50 km                        | 18:45    | Petter Solberg     | Phil Mills         | Subaru Impreza WRC   | 01:40.6            | 125,2   |        | Sébastien Loeb |
| Service Carlos Paz 19:25 |                                       |                                |          |                    |                    |                      |                    |         |        | Sébastien Loeb |
| Tag 3 (30. März)         |                                       |                                |          |                    |                    |                      |                    |         |        | Sébastien Loeb |
| Service Carlos Paz 06:55 |                                       |                                |          |                    |                    |                      |                    |         |        | Sébastien Loeb |
| WP19                     | Mina Clavero–Giulio Cesare            | 24,70 km                       | 09:13    | Jari-Matti Latvala | Miikka Anttila     | Subaru Impreza WRC   | 19:57.9            | 74,2    |        | Sébastien Loeb |
| WP20                     | El Condor–Copina                      | 16,06 km                       | 10:05    | Sébastien Loeb     | Daniel Elena       | Citroën C4 WRC       | 15:08.6            | 63,6    |        | Sébastien Loeb |
| WP21                     | Camping San Martin 3                  | 2,63 km                        | 11:50    | Jari-Matti Latvala | Miikka Anttila     | Ford Focus RS WRC    | 02:13.3            | 71,0    |        | Sébastien Loeb |
| Service Carlos Paz 12:45 |                                       |                                |          |                    |                    |                      |                    |         |        | Sébastien Loeb |

Quelle:

### Gewinner Wertungsprüfungen
| WP                | Anzahl | Fahrer             | Auto               |
| ----------------- | ------ | ------------------ | ------------------ |
| 10, 14, 16–18     | 5      | Petter Solberg     | Subaru Impreza WRC |
| 5, 11, 12, 15, 20 | 5      | Sébastien Loeb     | Citroën C4 WRC     |
| 3, 6, 8, 19, 21   | 5      | Jari-Matti Latvala | Ford Focus RS WRC  |
| 1, 2, 4           | 3      | Mikko Hirvonen     | Ford Focus RS WRC  |
| 9, 13             | 2      | Chris Atkinson     | Subaru Impreza WRC |
| 7                 | 1      | Gigi Galli         | Ford Focus RS WRC  |

### Fahrer-WM nach der Rallye
| Pos. | Fahrer             | Punkte |
| ---- | ------------------ | ------ |
| 1    | Sébastien Loeb     | 30     |
| 2    | Mikko Hirvonen     | 25     |
| 3    | Chris Atkinson     | 22     |
| 4    | Jari-Matti Latvala | 16     |
| 5    | Gigi Galli         | 11     |

### Team-Weltmeisterschaft
| Pos. | Team        | Punkte |
| ---- | ----------- | ------ |
| 1    | Ford WRT    | 44     |
| 2    | Citroën WRT | 41     |
| 3    | Subaru WRT  | 33     |
| 4    | Stobart WRT | 22     |